# رادار متحرک AN/TPY-2
رادار متحرک AN/TPY-2، که به نام رادار حمل‌پذیر باند ایکس مستقیم (FBX-T) نیز شناخته می‌شود، یک رادار نظارتی باند ایکس دیجیتال فعال با آنتن آرایه‌ای است که برای افزودن یک لایه به سیستم‌های موجود دفاع موشکی و هوایی طراحی شده است. این رادار بردی حدود ۲٬۹۰۰ مایل (۴٬۷۰۰ کیلومتر) دارد. ساخته شده توسط شرکت Raytheon، این رادار اصلی برای سیستم موشکی تاد است و همچنین به رادار AN/MPQ-53 سیستم موشکی پاتریوت نیز کمک می‌کند. سیستم پاتریوت ۳ یک سیستم دفاع موشکی و هوایی در ارتفاع پایین‌تر نسبت به تاد است.
رادار AN/TPY-2 یک رادار دفاع موشکی است که می‌تواند موشک‌های بالستیک را شناسایی، طبقه‌بندی، رهگیری و سرنگون کند. این رادار دارای دو حالت عملیاتی است: یکی برای شناسایی موشک‌های بالستیک در هنگام صعود، و دیگری برای هدایت رهگیرها به سمت کلاهک در حال فرود. زمانی که موشک را شناسایی می‌کند، آن را ردیابی کرده و از طریق الگوریتم‌های پیچیده و قدرت راداری خود، تفاوت بین کلاهک و تهدیدهای غیر واقعی مانند اقدامات ضد موشکی را تشخیص داده و با کلاهک ضربتی کینتیکال موشک را منهدم می‌کند.
رادار AN/TPY-2 یک رادار آرایه‌ای دیجیتال است که در باند فرکانسی ۸٫۵۵ تا ۱۰ گیگاهرتز باند ایکس عمل می‌کند. شرکت ریتون(Raytheon) این رادار را به عنوان بخشی از خانواده باند ایکس، همراه با رادار دفاع ملی موشکی (NMD) باند ایکس (XBR) و رادار AN/FPS-129 HAVE STARE می‌سازد. استفاده از باند ایکس رزولوشن هدف بهتری نسبت به باندهای فرکانسی پایین‌تر مانند باند ال (L) ارائه می‌دهد، اگرچه باندهای فرکانسی پایین‌تر معمولاً در تشخیص اهداف با سطح مقطع راداری پایین (RCS) عملکرد بهتری دارند. فرکانس باند ایکس و عرض باریک‌تر پرتو، تفاوت‌گذاری یا «رزولوشن برد» بهتری را بین اشیاء کوچکتر مانند کلاهک‌ها، زباله‌ها و فریب‌ها ایجاد می‌کند. پس از دریافت اطلاعات در مورد تهدید موشکی و تعیین اطلاعاتی مانند سرعت و مسیر آن، این داده‌ها به سیستم‌های دفاع موشکی برای ردیابی، تشخیص و کنترل آتش انتقال داده می‌شوند. این رویکرد پوشش سنسوری را افزایش داده و فضای نبرد سیستم دفاع موشکی بالستیک (BMDS) را گسترش می‌دهد و توانایی موشک‌ها برای نفوذ به سیستم دفاعی را پیچیده‌تر می‌کند.
سازمان دفاع موشکی آمریکا (MDA) و ریتون(Raytheon) برنامه دارند تا از طریق معرفی قطعات نیمه‌هادی نیترید گالیوم، دامنه تشخیص و حساسیت رادار دفاع موشکی TPY-2 باند ایکس را بهبود بخشند.

## برنامه توسعه
ارتش ایالات متحده این سیستم را توسعه داده و مسئول استفاده آن توسط توپخانه دفاع هوایی در میدان و کاربردهای تاکتیکی، به عنوان یک جزء از دفاع ملی در برابر موشک‌های بالستیک، می‌باشد آژانس دفاع موشکی ایالات متحده مسئول برنامه‌های AN/TPY-2 است.
این رادار در ژاپن مستقر شده تا اطلاعات استراتژیک در مورد توسعه موشک‌های کره شمالی جمع‌آوری کند و همچنین به ژاپن در مورد کلاهک‌های ورودی هشدار دهد. همچنین، رادار AN/TPY-2 در منطقه شرکی قادر است سرزمین روسیه نزدیک به ژاپن را اسکن کند. ژاپن هر دو سیستم PAC-3 برای دفاع نقطه‌ای را خریداری کرده و در حال به‌روزرسانی سیستم‌های AEGIS در ناوشکن‌های کلاس کنگو است تا بتوانند از موشک‌های بالستیک RIM-161 Standard Missile 3 با برد طولانی‌تر استفاده کنند.
یک رادار AN/TPY-2 در آلاسکا به عنوان بخشی از توسعه دفاع موشکی ملی ایالات متحده مستقر شده است. ایالات متحده موافقت کرده است که آن را به اسرائیل ارائه دهد تا سیستم دو لایه موشکی Arrow 2 و دفاع موشکی Patriot PAC-3 آن‌ها را تکمیل کند. این رادار مکمل رادار ثابت AN/FPS-129 HAVE STARE باند ایکس با «آنتن بزرگ» است که در پایگاه نیروی هوایی واندنبرگ واقع شده است. آنتن‌های متحرک باند ایکس کوچکتر که هنوز نامگذاری نشده‌اند نیز ممکن است با AN/TPY-2 جفت شوند.
اکنون گردان اول فضا، سایت‌های راداری TPY-2 ارتش ایالات متحده (باتری‌ها) را در قطر، ترکیه و اسرائیل (باتری دفاع موشکی ۱۳) نظارت می‌کند.